# Montes Altos (ort)
Montes Altos är en ort i Brasilien.   Den ligger i kommunen Montes Altos och delstaten Maranhão, i den nordöstra delen av landet, 1 100 km norr om huvudstaden Brasília. Montes Altos ligger 242 meter över havet och antalet invånare är 3 518.
Terrängen runt Montes Altos är platt. Runt Montes Altos är det mycket glesbefolkat, med 7 invånare per kvadratkilometer.. Det finns inga andra samhällen i närheten.
Omgivningarna runt Montes Altos är huvudsakligen savann.